# Heshimu Evans
Heshimu Kenyata Evans (Bronx, 8 maggio 1975) è un ex cestista statunitense naturalizzato portoghese.

## Palmarès
- Campione NCAA (1998)
- Campione di Portogallo (2004, 2006, 2010)
- Coppa di Portogallo: 1

Porto: 2004
- Supercoppa portoghese (2004, 2010)